# Lianjiang (Zhanjiang)
Lianjiang léase Lián-Chiáng (en chino simplificado, 廉江市; pinyin, Liánjiāng shì) es un municipio bajo la administración directa de la ciudad-prefectura de Zhanjiang. Se ubica al oeste de la provincia de Cantón, en el sur de la República Popular China. Su área es de 2886 km² y su población total para 2018 fue más de 1,5 millones de habitantes.

## Administración
El municipio de Lianjiang  se divide en 21 pueblos que se administran en 3 subdistritos y 18 poblados.

## Clima
| Parámetros climáticos promedio de Lianjiang (1981−2010) | Parámetros climáticos promedio de Lianjiang (1981−2010) | Parámetros climáticos promedio de Lianjiang (1981−2010) | Parámetros climáticos promedio de Lianjiang (1981−2010) | Parámetros climáticos promedio de Lianjiang (1981−2010) | Parámetros climáticos promedio de Lianjiang (1981−2010) | Parámetros climáticos promedio de Lianjiang (1981−2010) | Parámetros climáticos promedio de Lianjiang (1981−2010) | Parámetros climáticos promedio de Lianjiang (1981−2010) | Parámetros climáticos promedio de Lianjiang (1981−2010) | Parámetros climáticos promedio de Lianjiang (1981−2010) | Parámetros climáticos promedio de Lianjiang (1981−2010) | Parámetros climáticos promedio de Lianjiang (1981−2010) | Parámetros climáticos promedio de Lianjiang (1981−2010) |
| Mes                                                     | Ene.                                                    | Feb.                                                    | Mar.                                                    | Abr.                                                    | May.                                                    | Jun.                                                    | Jul.                                                    | Ago.                                                    | Sep.                                                    | Oct.                                                    | Nov.                                                    | Dic.                                                    | Anual                                                   |
| ------------------------------------------------------- | ------------------------------------------------------- | ------------------------------------------------------- | ------------------------------------------------------- | ------------------------------------------------------- | ------------------------------------------------------- | ------------------------------------------------------- | ------------------------------------------------------- | ------------------------------------------------------- | ------------------------------------------------------- | ------------------------------------------------------- | ------------------------------------------------------- | ------------------------------------------------------- | ------------------------------------------------------- |
| Temp. máx. abs. (°C)                                    | 29.1                                                    | 31.7                                                    | 34.7                                                    | 36.3                                                    | 36.9                                                    | 36.7                                                    | 38.0                                                    | 37.5                                                    | 36.4                                                    | 35.2                                                    | 34.2                                                    | 30.8                                                    | '                                                       |
| Temp. máx. media (°C)                                   | 20.3                                                    | 20.8                                                    | 23.7                                                    | 27.6                                                    | 30.9                                                    | 32.4                                                    | 32.9                                                    | 32.8                                                    | 32.0                                                    | 30.0                                                    | 26.5                                                    | 22.5                                                    | 27.7                                                    |
| Temp. media (°C)                                        | 15.6                                                    | 16.9                                                    | 19.8                                                    | 23.8                                                    | 26.7                                                    | 28.2                                                    | 28.7                                                    | 28.4                                                    | 27.5                                                    | 25.2                                                    | 21.3                                                    | 17.3                                                    | 23.3                                                    |
| Temp. mín. media (°C)                                   | 12.7                                                    | 14.4                                                    | 17.3                                                    | 21.4                                                    | 24.0                                                    | 25.6                                                    | 25.8                                                    | 25.7                                                    | 24.6                                                    | 22.1                                                    | 17.9                                                    | 13.9                                                    | 20.5                                                    |
| Temp. mín. abs. (°C)                                    | 2.8                                                     | 3.0                                                     | 4.7                                                     | 10.1                                                    | 16.0                                                    | 19.3                                                    | 22.5                                                    | 20.5                                                    | 16.7                                                    | 11.9                                                    | 5.9                                                     | 3.0                                                     | '                                                       |
| Precipitación total (mm)                                | 25.9                                                    | 43.3                                                    | 66.8                                                    | 117.2                                                   | 218.2                                                   | 282.2                                                   | 309.5                                                   | 318.5                                                   | 195.0                                                   | 87.3                                                    | 34.5                                                    | 24.6                                                    | 1723                                                    |
| Humedad relativa (%)                                    | 77                                                      | 83                                                      | 84                                                      | 85                                                      | 84                                                      | 84                                                      | 83                                                      | 83                                                      | 80                                                      | 75                                                      | 71                                                      | 71                                                      | 80                                                      |
| Fuente: China Meteorological Data Service Center        |                                                         |                                                         |                                                         |                                                         |                                                         |                                                         |                                                         |                                                         |                                                         |                                                         |                                                         |                                                         |                                                         |